# НПП «Иглим»
НПП «Иглим» — основано в 1961 году, специализируется в производстве авиационной техники и стрелкового оружия.

## История
- 1961 — создан Бакинский опытный завод климатических установок на базе цеха кондиционеров Кишлинского машиностроительного завода.
- 1961—1965 — переименование в Бакинский завод кондиционеров и переподчинение Министерству авиационной промышленности СССР.
- 1970 — переименование в Бакинский машиностроительный завод.
- 1974 — создание Бакинского агрегатного производственно-конструкторского объединения (БАПКО) на базе Бакинского машиностроительного завода и его филиалов.
- 1978 — переименование в Бакинское Агрегатное Производственное Объединение.
- 1992 — переименование Постановлением Кабинета Министров Азербайджана БАПО в Бакинское Авиационное Производственное Объединение «Иглим».
- 1993 году «Иглим» продолжало свою деятельность в составе Государственного Комитета Специального Машиностроения и Конверсии.
- С 2006 года находится в подчинении Министерства оборонной промышленности Азербайджана как Научно-Производственное Предприятие «Иглим»

## Направления деятельности
- Разработка и изготовление аэродромных средств обслуживания авиатехники.
- Производство агрегатов бортовой авиационной техники.
- Проектирование и изготовление сложного нестандартного оборудования.
- Производство инструментов и технологической оснастки.
- Производство ТНП и продукции гражданского назначения.
- Продукция специального назначения.
- Продукция общего назначения.

### Производственные (технологические) возможности
- Механосборочное.
- Литейное.
- Сварочное.
- Поковка, холодная и горячая штамповка титановых, стальных и цветных металлов.
- Производство пластмасс и резины.
- Гальваническое.
- Лакокрасочное.
- Инструментальное.
- Производство сложного нестандартного оборудования.
- Метрологическое оборудование.

## Персонал
- Руководство — 103 сотр.
- Производственный персонал — 466 сотр.
- Обслуживающий персонал — 178 сотр.
- Общий персонал — 747 человек

## Заказы
- Продукция специального назначения.

Внутренний рынок: 3,8 %
Экспорт: 96,2
- Продукция общего назначения

Внутренний рынок: 100 %